# Hoàng Thúc Trâm
Hoàng Thúc Trâm (1902 - 1977), bút danh Hoa Bằng, Sơn Tùng, Song Côi; là nhà nghiên cứu văn học và sử học Việt Nam.

## Tiểu sử
Ông sinh năm Nhâm Dần (1902) tại làng Hạ Yên Quyết (về sau gọi là làng Cót), phủ Hoài Đức, tỉnh Hà Đông (nay thuộc thuộc phường Yên Hòa, quận Cầu Giấy, thành phố Hà Nội).
Cha là Hoàng Thúc Hội (1870 - 1938), hiệu Cúc Hương, đỗ Cử nhân khoa Bính Ngọ (1906), nhưng không ra làm quan. Sinh thời, đạo đức và tài văn chương của Hoàng Thúc Hội được nhiều sĩ phu kính trọng.
Lớn lên, Hoàng Thúc Trâm có được một số vốn Hán học uyên thâm và các tri thức lịch sử sâu rộng, chủ yếu là nhờ sự tự học của mình .
Từ những năm 1920, bút hiệu Hoa Bằng (bút hiệu chính của ông) đã lần lượt xuất hiện trên các báo, như Nước Nam, Thế giới, Tân văn, Tiểu Thuyết thứ Bảy, Tri tân, Thực nghiệp dân báo, Trung Bắc tân văn, Thanh Nghị,... (ở Hà Nội), Tân văn, Thế giới (ở Sài Gòn), v.v...Đặc biệt là trên tờ Tri tân mà ông là Chủ bút, ông đã để lại ngót trăm bài viết về văn học, sử học.
Từ Cách mạng tháng Tám (1945) cho đến khi Kháng chiến chống Pháp (1946 - 1954) kết thúc, ông ở lại Hà Nội tiếp tục làm báo và viết sách.
Sau đó, ông lần lượt công tác tại Ban Văn sử địa, Viện Sử học, và cuối cùng là ở Ban Hán Nôm thuộc Ủy ban Khoa học Xã hội Việt Nam. Trong khoảng thời gian ấy, ông có trên 30 luận văn in ở các tạp chí Nghiên cứu văn sử địa, Nghiên cứu văn học, Nghiên cứu lịch sử...Vì những công trình rất có giá trị ấy, ông được kết nạp vào Hội Nhà văn Việt Nam và Hội sử học....
Ngày 16 tháng 2 năm Đinh Tỵ (5 tháng 3 năm 1977), nhà nghiên cứu Hoàng Thúc Trâm từ trần, hưởng thọ 75 tuổi.

## Tác phẩm
Theo Từ điển văn học (bộ mới), tác phẩm của Hoa Bằng (Hoàng Thúc Trâm) hiện có:

### Về văn học
- Tư tưởng đại đồng trong cổ học tinh hoa (1949)
- Gia Linh công chúa (tiểu thuyết lịch sử, 1949)
- Văn chương quốc âm đời Tây Sơn (biên khảo, 1950)
- Hồ Xuân Hương, nhà thơ cách mạng (biên khảo, 1950)
- Dân tộc tính trong ca dao (biên khảo, 1952)
- Lý Văn Phức (biên khảo, 1953)
- Khảo luận về truyện Thạch Sanh (biên khảo, 1957).

### Về sử học
- Quang Trung - Anh hùng dân tộc, I và II (biên khảo, 1944)
- Năm Kỷ Mùi (1799), niên hiệu Cảnh Thịnh thứ 7, công chúa Lê Ngọc Hân mất, hưởng dương 29 tuổi. Lễ bộ Thượng thư Đoan Nham hầu Phan Huy Ích phụng chỉ soạn bài văn tế cho Hoàng đế Cảnh Thịnh đích thân đọc trước linh sàng Hoàng thái hậu họ Lê. Bà được truy tặng là Như Ý Trang Thuận Trinh Nhất Vũ Hoàng Hậu. Bài văn tế này đã được Hoa Bằng Hoàng Thúc Trâm tìm thấy và công bố trên tạp chí Tri Tân vào năm 1943 tại Hà nội.
- Lịch sử xã hội Việt Nam (biên khảo, 1950)
- Trần Hưng Đạo (biên khảo, 1950).

### Về dịch thuật
- Lê quý kỷ sự (ghi chép những việc cuối đời Lê, 1974)
- Lịch triều tạp kỷ (Ghi chép tản mạn về các triều đại, 2 tập, 1975).

Ngoài ra ông còn dịch chung với nhiều người khác trong các tập Thơ Đường, Thơ Lục Du, Thơ Tống, Thơ Cao Bá Quát; và các pho sử lớn: Khâm định Việt sử Thông giám cương mục, Đại Nam thực lục, Lịch triều hiến chương loại chí....

## Ghi nhận công lao
Trước sau trên 50 năm cầm bút, bằng niềm say mê và với một phương pháp nghiên cứu nghiêm túc, thận trọng; Hoa Bằng Hoàng Thúc Trâm đã có những đóng góp đáng kể vào việc nghiên cứu văn hóa Việt Nam. Hai công trình nổi bật của ông đó là Quang Trung - Anh hùng dân tộc và Hồ Xuân Hương, nhà thơ cách mạng. Cho đến nay, có nhiều luận điểm trong hai cuốn ấy vẫn còn giữ nguyên giá trị, và qua đó cũng đã cho thấy cách nhìn khá cấp tiến của ông so với thời đại .
Ghi nhận công lao của Hoàng Thúc Trâm, ở quận Cầu Giấy thành phố Hà Nội có phố Hoa Bằng, và quận Hải Châu (thành phố Đà Nẵng) có con đường mang tên Hoàng Thúc Trâm.

## Sách tham khảo
- Nguyễn Vinh Phúc, mục từ "Hoa Bằng" trong Từ điển văn học (bộ mới). Nhà xuất bản Thế giới, 2004.
- Nguyễn Q. Thắng - Nguyễn Bá Thế, mục từ "Hoàng Trúc Trâm" trong Từ điển nhân vật lịch sử Việt Nam. Nhà xuất bản Khoa học xã hội, 1992.